# Evangelische Zendingsalliantie
De Evangelische Zendingsalliantie of EZA was een Nederlands samenwerkingsverband tussen missionaire organisaties en plaatselijke kerkgemeenschappen. Per 1 juli 2013 is de EZA gefuseerd met de Evangelische Alliantie, tegenwoordig bekend onder de naam MissieNederland.
De EZA is opgericht in 1973 en had als doel zendelingen, met name op organisatorisch gebied, te ondersteunen. Meer dan 100 organisaties en kerkelijke gemeenten hebben zich sindsdien bij de Evangelische Zendingsalliantie aangesloten, waaronder Open Doors en Operatie Mobilisatie. Hans Keijzer was een van de oprichters van de organisatie en tot zijn pensioen in 1997 betrokken. 
De organisatie was, binnen en buiten evangelicale gemeenten, onder andere bekend van de Richtlijn kortetermijn uitzendingen. Tijdens de conferentie Opwekking verzorgde de EZA ieder jaar een zendingsbeurs. Ze gaf het tijdschrift Zending Nú uit, een kwartaalblad over zending. Daarnaast organiseerde ze diverse bijeenkomsten voor zendingsarbeiders op verlof, voor oud-zendelingen, voor kinderen van zendelingen en voor mensen die in een thuisfrontcommissie vanuit Nederland een zendeling ondersteunen.